# John Stuart Blackie
John Stuart Blackie, född den 28 juli 1809 i Glasgow, död den 2 mars 1895 i Edinburgh, var en skotsk filolog och politisk skriftställare.
Blackie idkade studier vid skotska och tyska universitet samt i Rom och vann beröm av Carlyle för sitt litterära förstlingsverk, en metrisk översättning av Goethes Faust (1834, ny upplaga 1880). Åren 1841–52 verkade han som professor i latin vid Marischal College i Aberdeen och 1852–82 som professor i grekiska vid Edinburghs universitet. År 1853 företog han en resa till Grekland, vilken gav anledning till skriften On the living language of the greeks, med dess varma förordande av den moderna grekiskans studium. Även efter sin avgång från professuren fortfor Blackie att utöva en livlig verksamhet som populär föreläsare. Blackie var som lärare entusiastisk och originell. Hans varma känsla för skotsk nationalitet tog sig många uttryck, och skotska ämnen intog vid sidan av de klassiska en förhärskande plats i hans litterära alstring. 
Bland hans många filologiska arbeten märks en översättning av Aischylos (2 band, 1850), The pronunciation of greek, accent and quantity (1852), Homer and the Iliad (en översättning i balladform av Iliaden, med kritisk inledning, 4 band, 1866) samt Horæ hellenicæ (avhandlingar i grekisk filologi, 1874). Den skotska litteraturen behandlade Blackie bland annat i Lays of the highlands and islands (1872), The language and literature of the highlands of Scotland (1875), Life of Robert Burns (1888) och Scottish song (1889). Blackie utgav även flera populärfilosofiska arbeten, bland annat Selfculture, intellectual, physical and moral (1874, ny upplaga 1880; "Sjelfuppfostran", 1884), Essays on subjects of moral and social interest (1890) och Christianity and the ideal of humanity (1893), samt åtskilliga lyriska diktsamlingar.